# 4 février aux Jeux olympiques d'hiver de 2022
Pour un article plus général, voir Jeux olympiques d'hiver de 2022.
Le vendredi 4 février aux Jeux olympiques d'hiver de 2022 est le troisième jour de compétition.

## Programme
| Heure UTC+8 (Pékin)                           |               |
| bleu                                          | Cérémonie     |
| neutre                                        | Épreuve       |
| or                                            | Finale        |
| orange                                        | Petite finale |
| rose                                          | Reporté       |
| gris                                          | Annulé        |
| Compétition masculine                         | Hommes        |
| Compétition féminine                          | Femmes        |
| Compétition mixte (hommes et femmes mélangés) | Mixte         |
| Compétition en couple (1 homme et 1 femme)    | Couple        |
| modifier                                      |               |

| Horaire | Discipline Spécialité | Discipline Spécialité                   | Discipline Spécialité                         | Phase                                | Résultats | Références |
| ------- | --------------------- | --------------------------------------- | --------------------------------------------- | ------------------------------------ | --------- | ---------- |
| 08 h 35 |                       | Curling Double mixte                    | Compétition mixte (hommes et femmes ensemble) | Premier tour 5e session              | 7-6       | -          |
| 08 h 35 |                       | Curling Double mixte                    | Compétition mixte (hommes et femmes ensemble) | Premier tour 5e session              | 7-5       | -          |
| 08 h 35 |                       | Curling Double mixte                    | Compétition mixte (hommes et femmes ensemble) | Premier tour 5e session              | 11-8      | -          |
| 09 h 55 |                       | Patinage artistique Épreuve par équipes | Compétition mixte (hommes et femmes ensemble) | Programme court (Messieurs)          | -         | -          |
| 11 h 35 |                       | Patinage artistique Épreuve par équipes | Compétition mixte (hommes et femmes ensemble) | Danse courte (Danse sur glace)       | -         | -          |
| 12 h 10 |                       | Hockey sur glace Tournoi féminin        | Compétition femmes                            | Tour préliminaire Groupe B - Match 5 | 1-3       | -          |
| 12 h 10 |                       | Hockey sur glace Tournoi féminin        | Compétition femmes                            | Tour préliminaire Groupe A - Match 6 | 5-2       | -          |
| 13 h 15 |                       | Patinage artistique Épreuve par équipes | Compétition mixte (hommes et femmes ensemble) | Programme court (Couples)            | -         | -          |
| 13 h 35 |                       | Curling Double mixte                    | Compétition mixte (hommes et femmes ensemble) | Premier tour 6e session              | 2-10      | -          |
| 13 h 35 |                       | Curling Double mixte                    | Compétition mixte (hommes et femmes ensemble) | Premier tour 6e session              | 6-8       | -          |
| 13 h 35 |                       | Curling Double mixte                    | Compétition mixte (hommes et femmes ensemble) | Premier tour 6e session              | 9-8       | -          |
| 13 h 35 |                       | Curling Double mixte                    | Compétition mixte (hommes et femmes ensemble) | Premier tour 6e session              | 7-8       | -          |
| 20 h 00 |                       | Cérémonie d'ouverture                   | -                                             | Cérémonie                            | -         | -          |

## Tableau des médailles provisoire
- Pays organisateur (Chine)

| Aucune médaille n'a été attribuée. | Aucune médaille n'a encore été attribuée. |